# شهاب عادلي
شهاب عادلي، من مواليد 19 يناير 1997م، وهو لاعب كرة قدم إيراني يلعب مركز حارس مرمى، وشارك مع زملائه في التشكيلة لبطولة كأس العالم لكرة القدم تحت 20 والتي أستضافته كوريا الجنوبية سنة 2017م، ولعب شهاب عادلي مع نادي نفط طهران منذ عام 2017م.

## روابط خارجية
- شهاب عادلي على موقع قاعدة بيانات كرة القدم.إي يو (الإنجليزية)
- شهاب عادلي على موقع Soccerway.com (الإنجليزية)